# Medford Lakes
Pour les articles homonymes, voir Medford.
Medford Lakes est un borough situé dans le comté de Burlington, dans l'État du New Jersey, aux États-Unis.
C'est une enclave dans Medford.